# François Pins
François Joseph Pins (Brussel, 22 juni 1765 – 27 november 1840) was een Zuid-Nederlands edelman.

## Levensloop
François Pins, zoon van Simon Pinsen van Marie-Barbe Marischal, was advocaat, pleitbezorger bij het hof van beroep, het Keizerlijk Hof in Brussel en het Hoog Gerechtshof van Brussel. Hij was tevens wapenheraut voor het hertogdom Luxemburg en kanselier bij Karel van Lotharingen. Zijn vader, assessor bij de Berg van Barmhartigheid van Brussel, werd door keizerin Maria Theresia in 1777 in de erfelijke adel verheven.
François Pins trouwde in 1795 met Marie-FGrançoise Petit (1773-1804). Ze hadden drie kinderen, maar geen verdere afstammelingen. In 1871 doofde deze familie uit. 